# 1,1-乙二硫醇

1,1-乙二硫醇（Ethane-1,1-dithiol）是有機硫化合物，分子式CH3CH(SH)2；是種添加到或出現在某些食物的無色有氣味液體；是偕（geminal）二硫醇。

## 用途
1,1-乙二硫醇可用於調味飲品、油、肉汁、湯、肉、水果、增味劑和零食。公認安全（GRAS）最高濃度為百萬分之五（ppm），但常用濃度約0.2 ppm。其氣味強烈難聞，故常用其1%乙醇溶液。其有4%乙酸乙酯和乙醇的溶液CAS编号为69382-62-3。毒性可能是代謝產物硫化氫和乙醛引起，但在使用時它的安全邊際（margin of safety）超過1000萬。除水解外，它在體內的其它反應方式包括加甲基為1-甲硫基乙硫醇、硫氧化為磺酸乙酯、硫葡糖醛酸化或與半胱氨酸以二硫鍵結合。

## 自然存在
它可在葡萄發酵時生成，可用作食品調味劑，亦是榴槤香味的成份。

## 性質
核磁共振譜顯示三種質子環境，CH3、SH和CH的比例分別對應於3:2:1。

### 反應
1,1-乙二硫醇有幾種對白葡萄酒風味很重要的已知反應。有氧時轉化為有橡膠香氣的順／反-3,6-二甲基-1,2,4,5-四硫雜環己烷，這分子的環有四粒硫原子和兩粒碳原子，兩粒1,1-乙二硫醇分子脫氫並以其硫原子連接起來；繼續氧化則成順／反-3,5-二甲基-1,2,4-三硫雜環戊烷，氣味類似肉；1,1-乙二硫醇與硫化氫反應成有肉味的順／反-4,7-二甲基-1,2,3,5,6-五硫雜環庚烷，其環有五粒硫原子和兩粒碳原子。

### 生成
乙醛與硫化氫反應可生成1,1-乙二硫醇，中間體為1-羥基乙硫醇。